# Schweizer Memorandum
Schweizer Memorandum ist die Bezeichnung für ein zweiseitiges Schreiben vom 4. Mai 2003 des damaligen Schweizer Botschafters im Iran, Tim Guldimann.

## Inhalt und Hintergrund
Das Schweizer Memorandum enthält einen Bericht über Guldimanns Gespräche mit Sadeq Charrazi, dem iranischen Botschafter in Paris und einen als Roadmap bezeichneten detaillierten Verhandlungsvorschlag der iranischen Führung um die diplomatische „Mauer des Schweigens“ zwischen dem Iran und den USA aufzubrechen. Seit der Islamischen Revolution 1979 sind die diplomatischen Beziehungen zwischen dem Iran und den USA abgebrochen und werden durch die Schweizer Vertretung kommissarisch verwaltet. Guldimann übermittelte das Gesprächsangebot der iranischen Führung an das US-Außenministerium, das dieses ignorierte. Außenminister Colin Powell, dem das Fax vorgelegt wurde, konnte oder wollte sich bei Präsident George W. Bush nicht durchsetzen. „Ich konnte das Dokument im Weißen Haus nicht verkaufen“, soll er gesagt haben.
Die damalige US-Sicherheitsberaterin Condoleezza Rice erklärte, sich an den Vorstoß der Schweizer Botschaft nicht erinnern zu können, während der ehemalige Vize-Außenminister Richard Armitage die ausgebliebene Reaktion der USA darauf zurückführte, dass man die iranische von der Schweizer Position nicht hätte unterscheiden können.
Das Schweizer Memorandum nennt folgende Ziele der beiden Staaten, die bei Verhandlungen thematisiert werden sollten.

### Ziele der Vereinigten Staaten
- Massenvernichtungswaffen (WMD): Volle Transparenz für die Sicherheit, dass es keine iranischen Bestrebungen gibt, WMD zu entwickeln oder zu besitzen; volle Zusammenarbeit mit der Internationalen Atomenergieorganisation (IAEO) auf Grundlage der iranischen Übernahme aller relevanten Instrumente (93 + 2 und alle weiteren IAEO-Protokolle).
- Terrorismus: Energisches Vorgehen gegen alle Terroristen (vor allem al-Qaida etc.) auf iranischem Gebiet; volle Zusammenarbeit und Austausch aller relevanten Informationen.
- Irak: Koordinierung des iranischen Einflusses zur aktiven Unterstützung der politischen Stabilisierung sowie zur Schaffung demokratischer Institutionen und einer demokratischen Regierung, die alle ethnischen und religiösen Gruppen im Irak repräsentiert.
- Naher Osten:
  1. Einstellung jeder materiellen Unterstützung für palästinensische Oppositionsgruppen (Hamas, Islamischer Dschihad) vom iranischen Gebiet aus; Druck auf diese Organisationen, gewalttätige Aktionen gegen Zivilisten innerhalb der Grenzen von 1967 zu unterlassen.
  2. Einflussnahme auf die Hisbollah, eine ausschließlich politische und soziale Organisation innerhalb des Libanon zu werden.
  3. Akzeptieren des Zwei-Staaten-Ansatzes.

### Ziele des Iran
- Die USA verzichten darauf, einen Wechsel des politischen Systems durch direkte Einmischung von außen zu unterstützen.
- Aufhebung aller Sanktionen: Wirtschaftssanktionen, eingefrorene Guthaben, Verweigerung des Beitritts zur WTO.
- Irak: Verfolgung der Volksmodschahedin, Unterstützung für die Ausweisung dessen Mitglieder; Unterstützung der iranischen Forderungen nach irakischer Kriegsentschädigung; keine türkische Invasion im Nordirak; Respektierung der nationalen iranischen Interessen im Irak und der religiösen Verbindungen mit Nadschaf/Kerbela.
- Zugang zu friedlicher Nukleartechnologie, Biotechnologie und chemischer Technologie.
- Anerkennung der legitimen Sicherheitsinteressen des Iran in der Region mit entsprechender Verteidigungskapazität.
- Terrorismus: Vorgehen gegen die MKO und mit ihr verbundene Organisationen in den USA.